# Аргоков, Артём Владимирович
Артём Владимирович Арго́ков (16 января 1976, Усть-Каменогорск, Казахская ССР, СССР) — казахстанский хоккеист, защитник. Воспитанник усть-каменогорской хоккейной школы. Ныне является тренером «Бейбарыса».
В сезоне 1993/1994 начал привлекаться в основной состав усть-каменогорского «Торпедо» в МХЛ. В 1994 году перешёл в клуб первой лиги «Горняк» из Белово, который возглавил первый тренер Артёма Николай Мышагин. Годом позже с ним же - в новокузнецкий «Металлург» где провел шесть сезонов с перерывами.
В 2002 году вернулся в усть-каменогорское «Казцинк-Торпедо». Чемпион Казахстана 2003-2005, 2007, 2011 гг. В 2010-м пополнил недавно созданный клуб чемпионата Казахстана «Бейбарыс» из Атырау.
Участник зимних Олимпийских игр 2006 г.
Серебряный призёр зимних Азиатских игр 2003 и 2007 гг.
Лучший защитник ЧМ-2008 в первом дивизионе.